# Russell Alan Mittermeier
Russell Alan Mittermeier, né le 8 novembre 1949 à New York, est un primatologue, herpétologiste et anthropobiologiste américain. Il a écrit plusieurs ouvrages scientifiques comme de vulgarisation et est l'auteur de plus de 300 articles scientifiques.

## Biographie
Russell Alan Mittermeier s'est passionné pour la lecture de la liste rouge de l'UICN et de son premier livre consacré aux mammifères, publié en 1966 sous fome de classeur.
Il fut nommé président de l'organisation américaine de protection de la nature Conservation International en 1989.

Sous sa présidence, cette organisation a repris le concept des « points chauds » de biodiversité, développé depuis 1988 à l'université d'Oxford par l'équipe de Norman Myers, et a décidé de concentrer ses moyens en argent et en temps en priorité sur la conservation de ces hauts lieux de biodiversité.
De façon complémentaire avec la préservation de ces sites menacés, Mittermeier, avec ses collègues de Conservation International, a aussi introduit d'autres concepts, à savoir les notions de « zones sauvages » de haute biodiversité et de pays de « mégadiversité ».

## Publications
- Russell A. Mittermeier, Cristina Goettsch Mittermeier (ed.), Megadiversity : Earth’s Biologically Wealthiest Nations, Cemex, Mexico, 1997, 501 p.  (ISBN 968-6397-50-7)
- Russell A. Mittermeier, Norman Myers, Jorgen B. Thomsen, Gustavo A. B. Da Fonseca & Silvio Olivieri, "Biodiversity Hotspots and Major Tropical Wilderness Areas : Approaches to Setting Conservation Priorities", Conservation Biology, Vol.12, No.3, 1998, p. 516-520.
- Russell A. Mittermeier, Norman Myers, Patricio Robles Gil & Cristina Goettsch Mittermeier (ed.), "Hotspots : Earth's biologically richest and most endangered terrestrial ecoregions", Cemex, Mexico, 1999, 430 p.  (ISBN 968-6397-58-2)
- Norman Myers, Russell A. Mittermeier, Christina Goettsch Mittermeier, Gustavo A.B. da Fonseca & Jennifer Kent, "Biodiversity hotspots for conservation priorities", Nature, Vol. 403, February 24, 2000, p. 853-858.
- Russell A. Mittermeier & Patricio Robles Gil (ed.), Wilderness : Earth's last wild places, Cemex, Mexico, 2002, 573 p.  (ISBN 968-6397-69-8)
- Russell A. Mittermeier & Patricio Robles Gil (ed.), Hotspots revisited, Cemex, Mexico, 2004, 390 p.  (ISBN 968-6397-77-9)

Il dirige, avec le mammalogiste Don E. Wilson du National Museum of Natural History à Washington, la collection encyclopédique de référence sur les mammifères Handbook of the Mammals of the World, débutée en 2009.
Il est le principal contributeur à l'ouvrage de référence et guide de terrain sur les Lémuriens de Madagascar Lemurs of Madagascar, dont la première édition a été publiée en 1994.

## Taxinomie

### Quelques espèces décrites
- Acanthochelys macrocephala (Rhodin, Mittermeier & McMorris, 1984)
- Ouistiti du Rio Maués, Mico mauesi (Mittermeier et al., 1992)
- Singe titi de Stéphane Nash, Callicebus stephennashi van Roosmalen, van Roosmalen & Mittermeier, 2002
- Titi du Prince Bernhard, Callicebus bernhardi van Roosmalen, van Roosmalen & Mittermeier, 2002

### Taxons dédiés
- Microcèbe de Russell Mittermeier (Microcebus mittermeieri Louis et al., 2006)